# Ban Dong
Ban Dong (Thai: บ้านดง) is een plaats in de tambon Pong Ngam in de provincie Chiang Rai. De plaats heeft een oppervlakte van 3 km² en telde in 2009 in totaal 691 inwoners, waarvan 324 mannen en 367 vrouwen. Ban Dong telde destijds 167 huishoudens.
In Ban Dong bevindt zich een kleuterschool, waarop 28 leerlingen zitten. Deze leerlingen krijgen les van de in totaal drie docenten. Ook bevindt zich in Ban Dong een kerk en een tempel, de "Christelijke kerk van Ban Dong" en de "Wat Dong Mwuang Kha".